# CZ Loko EffiShunter 300
Die EffiShunter 300 sind die kleinsten Lokomotiven im Portfolio der Firma CZ Loko und für den Einsatz im leichten Rangier- und Streckendienst bestimmt.

## Entstehung
Der Entwicklungsschwerpunkt lag auf einer einfachen Konstruktion, um ein günstiges Preis-Leistungs-Verhältnis bei gleichzeitig hoher Zuverlässigkeit und niedrigen Wartungskosten zu erreichen. Die Fahrzeuge sind als Ersatz der ČD-Baureihen 700 bis 703 und 710 von Unternehmen vorgesehen, für die vierachsige Maschinen zu groß und unwirtschaftlich wären. Das Fahrzeugumgrenzungsprofil erfüllt die UIC-Norm 505-1 und ermöglicht den Einsatz auf den U-Bahnstrecken von Prag, Budapest und Warschau. Das Baureihenprojekt trug beim Hersteller den Arbeitstitel „Legometro“ als Verweis auf die konzeptionelle Fortführung der ČD-Baureihe 704 von ČKD.
Der Prototyp 794 001 wurde am 6. September 2014 beim Tag der offenen Tür im Stammwerk von CZ Loko in Česká Třebová erstmals der Öffentlichkeit vorgestellt. Danach gelangte er per LKW nach Berlin, wo er auf der InnoTrans ausgestellt wurde. Anschließend wurde er an die ŽSR vermietet und ab März 2015 bei Moravia Steel in Třinec eingesetzt.

## Technische Ausführung
Konzeptionell beruhen die Lokomotiven auf einer modularen Lösung mit einem einheitlichen Design und erhöhtem Mittelführerstand zwischen zwei Vorbauten. Das Fahrwerk besteht aus den beiden im Hauptrahmen über Schwingarme geführten Radsätzen, zwei Tatzlager-Fahrmotoren TDM 5003 von CZ Loko, Achsgetrieben, Federung und dem mechanischen Teil der Bremse. Die Antriebseinheit bildet ein Caterpillar C13-Verbrennungsmotor mit angeflanschtem Siemens-Traktionsgenerator. Diese ist mit dem Zubehör, dem Knorr-Kompressor mit Zweikammer-Lufttrockner, dem Großteil der pneumatischen Anlage und dem Fahrmotorlüfter im längeren vorderen Vorbau untergebracht. Im hinteren befindet sich die elektrische Ausrüstung. Die Frontteile der Vorbauten bestehen aus Glasfaserkunststoff (GFK). Die digitale Fahrzeugsteuerung mit Geschwindigkeitsregelung, Schleuderschutz, Mehrfachsteuerung und Ferndiagnose durch GSM- und GPS-Technologie lieferte MSV elektronika. Das Bremssystem DAKO-GP besteht aus dem BSE-Bremsventil, der elektrisch gesteuerten selbsttätigen, der direkt wirkenden Bremse und der Feststellbremse, ausgeführt als Federspeicherbremse. Optional stehen eine halbautomatische Rangierkupplung, Funkfernbedienung, Gleitschutz und ein Kamerasystem zur Verfügung.
Außer für Normalspur bietet der Hersteller die Fahrzeuge seit 2016 auch für die Spurweite 1520 mm an. Sie erfüllen die EU-Emissionsnorm IIIB und sind derzeit für Tschechien, Polen, die Slowakei und Serbien zugelassen.

## Serienlieferung und Einsatz

### VUZ

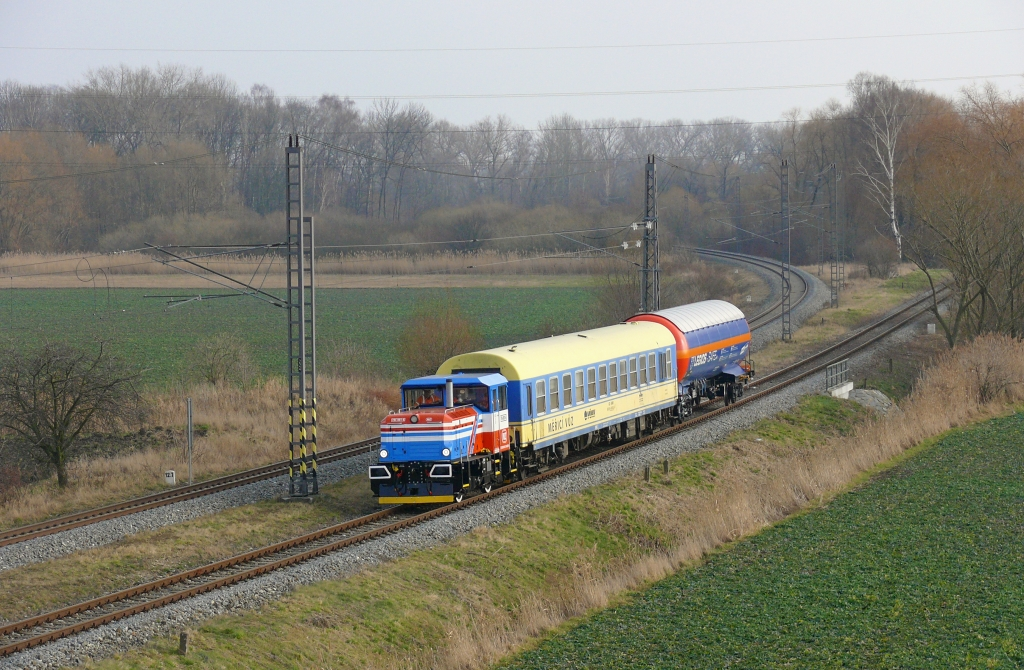
794 001 auf dem Eisenbahnversuchsring Cerhenice

Nach dem Einsatz für die České dráhy in Brünn wurde die 794 001 im September 2017 an das Eisenbahnforschungsinstitut (tschechisch Výzkumný Ústav Železniční; kurz VUZ) in Velim verkauft.
Am 18. Juli 2023 prallte die 794 001 auf dem Gelände des VUZ Velim beim Rangieren mit drei TRAXX MS3-Lokomotiven (188 003, 005, 006 von Alstom Transport SA) auf zwei gekuppelt abgestellte Stadler KISS (der Stadler Rail AG). Die Schadenshöhe an der 794 001 wurde von der Bahninspektion auf 15 Mio. CZK (ca. 600 000 EUR) beziffert. Der größte Schaden entstand dabei am Hauptrahmen, der vom Hersteller erneuert werden musste. Die reparierte Lokomotive kam am 16. Mai 2024 zurück nach Velim.

### České dráhy
Im Jahr 2016 bekundeten die ČD ihr Interesse an zehn Lokomotiven zur zehnjährigen Anmietung mit anschließender Kaufoption. Später wurde die Anmietung in einen Kauf geändert und die Fahrzeuganzahl auf 12 erhöht. Die dementsprechende Ausschreibung wurde im Dezember 2016 veröffentlicht und am 21. Juni 2017 der Vertrag mit CZ Loko unterzeichnet. Der Gesamtpreis der Bestellung betrug 238,98 Mio. CZK, also ca. 20 Mio. CZK pro Lokomotive. Die Auslieferung der 794 002 bis 013 erfolgte von September 2017 bis Ende Februar 2019 an wichtige Knotenbahnhöfe und an Depots, in denen elektrische Triebzüge und Reisezugwagen gewartet werden. Die Endmontage der 794 002 fand im Werk Jihlava statt, die der folgenden Lokomotiven in Česká Třebová.

### Metro Warschau
Im Mai 2018 bestellte die Warschauer Metro (Metro Warszawskie) einen EffiShunter 300 für ihr Depot Kabaty im Süden von Warschau, nachdem CZ Loko die im November 2017 veröffentlichte Ausschreibung gewonnen hatte. Der Auftragswert betrug 3,25 Mio. PLN (ca. 760 000 EUR). Die Auslieferung der 794 014 erfolgte im August 2019.

### PKP Intercity
Nach langwierigen Verhandlungen bestellte PKP Intercity (PKPIC) im Februar 2021 zehn Fahrzeuge. Der Gesamtwert des Vertrags belief sich auf 39,1 Mio. PLN (8,6 Mio. EUR) netto. Die Auslieferung erfolgte zwischen Ende Oktober 2022 und Ende Januar 2023. Von den ersten sechs Lokomotiven wurden vier nach Warschau und zwei nach Krakau geliefert, die restlichen Lokomotiven kommen in Danzig und Kattowitz zum Einsatz. Zur Ausstattung gehören ein Kontinuierliches Emissionsüberwachungssystem (CEM) mit Dieseloxidationskatalysator (DOC) und Dieselpartikelfilter (DPF), das nationale SHP-System mit Wachsamkeitskontrolle des Lokführers, ein Koliber-Funkgerät, ein automatisches Feuerlöschsystem, ein Kamerasystem und halbautomatische Kupplungen. Bei PKPIC sind die Fahrzeuge mit SM60-001 bis 010 bezeichnet, herstellerintern mit 794 020 bis 029 und nach EVN mit 98 51 8 610 113 bis 122.
Eine Ausschreibung zur Lieferung 19 weiterer Fahrzeuge wurde aufgrund der unklaren Leistungsbeschreibung Mitte 2023 annulliert.

### Čepro
Seit Herbst 2019 setzt Čepro einen EffiShunter 300 (794 015) im Tanklager Střelice u Brna ein. Die Firma war für CZ Loko kein neuer Partner, da bereits im Januar desselben Jahres ein EffiShunter 600 (723 709) an das Tanklager Hněvice geliefert wurde.

### Infrastruktura železnice Srbije und Srbija voz
Seit 2020 sind in Serbien zwei EffiShunter 300 beim staatlichen Netzbetreiber Infrastruktura železnice Srbije für die Instandhaltung im Einsatz. Im April 2021 lieferte CZ Loko zwei weitere Fahrzeuge an das serbische Eisenbahnverkehrsunternehmen Srbija voz, nachdem der Hersteller Mitte Februar 2020 dafür den Auftrag erhalten hatte. Herstellerseitig sind die beiden als 794 018 und 019 registriert; die nationalen Bezeichnungen 622 003 und 004 knüpfen an die zuvor an die Infrastruktura železnice Srbije gelieferten Maschinen an. Beide Aufträge umfassten die Installation serbischer Geschwindigkeitsmesser und der Indusi.